# Mauvezin-d’Armagnac
Mauvezin-d’Armagnac ist eine französische Gemeinde mit 99 Einwohnern (Stand 1. Januar 2022) im Département Landes in der Region Nouvelle-Aquitaine (vor 2016: Aquitanien). Sie gehört zum Arrondissement Mont-de-Marsan und zum Kanton Haute Lande Armagnac.
Die Einwohner werden Mauvezinois und Mauvezinoises genannt.

## Geographie
Mauvezin-d’Armagnac liegt in der Landschaft Armagnac am Rand der Landes de Gascogne, ca. 35 Kilometer östlich von Mont-de-Marsan in der historischen Provinz Gascogne nahe der Grenze zum Département Gers.
Umgeben wird Mauvezin-d’Armagnac von den Nachbargemeinden:
| Betbezer-d’Armagnac |                                             | Lagrange |
|                     | Kompassrose, die auf Nachbargemeinden zeigt |          |
|                     | Labastide-d’Armagnac                        |          |

Mauvezin-d’Armagnac liegt im Einzugsgebiet des Flusses Garonne.
Die Douze durchquert das Gebiet der Gemeinde ebenso wie ihre Zuflüsse, der Ruisseau de Cavaillon und der Ruisseau de Joutan.

## Geschichte
Mauvezin wurde vom englischen König als Bastide auf einem Landstrich gegründet, der von den Vicomtes von Juliac aufgegeben worden war. 1926 erhielt die Gemeinde den Namenszusatz „d’Armagnac“.

### Einwohnerentwicklung
Nach einem Höchststand der Einwohnerzahl in der ersten Hälfte des 19. Jahrhunderts von rund 330 sank die Größe der Gemeinde in der Folge bei zwischenzeitlichen Erholungsphasen bis zur Jahrtausendwende auf rund 85, bevor eine moderate Wachstumsphase einsetzte.
| Jahr      | 1962 | 1968 | 1975 | 1982 | 1990 | 1999 | 2006 | 2010 | 2022 |
| --------- | ---- | ---- | ---- | ---- | ---- | ---- | ---- | ---- | ---- |
| Einwohner | 153  | 141  | 116  | 98   | 100  | 86   | 102  | 107  | 99   |

## Sehenswürdigkeiten

### PfarrkircheNotre-Dame

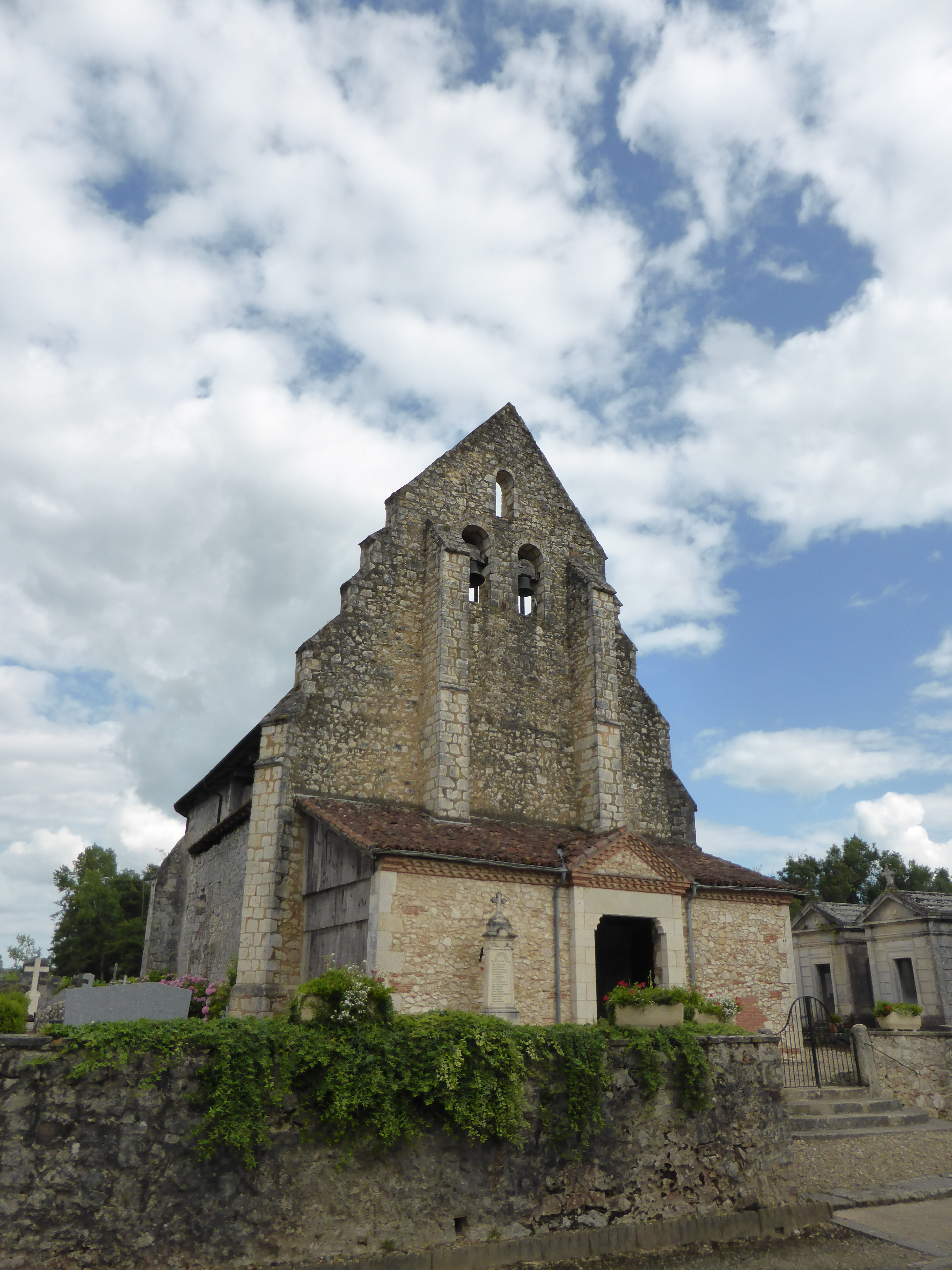
Pfarrkirche Notre-Dame

Nach Maurice Romieus Buch Histoire de la vicomté de Juliac aus dem Jahre 1894 gab es eine erste Kapelle, die Graf Rodolphe Amauvin im Jahre 1026 in Mauvezin errichten ließ und bereits Maria geweiht war. Zu Beginn des 12. Jahrhunderts wurde sie von Arnaud-Guillaume, seinem Sohn Gaubert und seiner Frau Rama an die Abtei La Sauve-Majeure geschenkt. Die Schenkung wurde am 5. März 1133 von Bonhomme, Bischof von Aire zugunsten des Abts Pierre d’Amboise erneuert. Im Juni des Jahres zuvor versah der gleiche Bischof das Gelände mit einem Friedhof und die Kapelle mit einem Taufbecken. Die Kapelle wurde schließlich zur Pfarrkirche der Gemeinde und schnell dem Priorat von Gabarret angeschlossen. Mehrere Umarbeiten wurden vorgenommen, vermutlich auf gleichen Fundamenten, wie die heutige Apsis belegt, die nach wie vor einen romanischen Stil zeigt. Nachdem das Gebäude im Hundertjährigen Krieg schwer in Mitleidenschaft gezogen worden war, ist die Kirche im Laufe des 16. Jahrhunderts restauriert und vergrößert worden. Die große südliche Seitenkapelle, eine Stiftung des Seigneurs, könnte aufgrund der Spuren von Wandmalerei aus die Jahre 1500 bis 1520 datiert werden. Das Kreuzrippengewölbe des Kirchenschiffs könnte teilweise oder vollständig im Jahre 1555 erneuert worden sein. 1569 wurde die Kirche in den Hugenottenkriegen von protestantischen Truppen unter Führung des Hauptmanns Baudignan in Brand gesteckt. Der Pfarrer Pierre Gaillères wurde dabei vor dem Hauptaltar getötet. In der Mitte des 17. Jahrhunderts wurde das halb zerstörte Gebäude teilweise abgerissen, bestimmte Wände aber im folgenden Jahrhundert wieder aus den ursprünglichen Materialien und nach Originalplänen wieder errichtet. Die schmalen Seitenkapellen stammen aus dieser Bautätigkeit. Der einzige Zusatz besteht in Form der Vorhalle und wurde in der Mitte des 17. Jahrhunderts vor die westliche Fassade erbaut.
Diese Vorhalle wurde am Fuß des dreieckigen Glockengiebels errichtet. Dieser wird von drei rundbogenförmigen Öffnungen unterbrochen, seine Ränder sind treppenförmig ausgestaltet. Das einzige Kirchenschiff öffnet sich über Arkaden an vier aufeinanderfolgenden schmalen Seitenkapellen. Der Chor öffnet sich in eine halbrunde Apsis. Langhaus, Chor und Apsis besitzen ein Kreuzrippengewölbe auf Halbsäulen, die romanischen Ursprungs sind. Auf Höhe des zweiten Jochs des Kirchenschiffs ist südlich eine größere Seitenkapelle angebaut, die östlich durch die Sakristei in Höhe des dritten Jochs verlängert wird. Das Gebäude ist aus kalkhaltigem Bruchstein errichtet mit Ausnahme des Langhauses, das einen regelmäßigen Mauerwerksverband zeigt. Der Verputz wurde in jüngster Zeit entfernt.
Durch die Plünderung der Kirche durch protestantische Truppen sind nur wenige ältere Elemente erhalten geblieben. Hierzu zählen sechs Schlusssteine, wobei auf einem die Jahreszahl „1555“ eingraviert und mit schwarzer Farbe aufgetragen ist, und einige Fragmente der Wandmalerei der südlichen Seitenkapelle aus dem Beginn des 16. Jahrhunderts. Die Schlusssteine sind Monolithen mit Ausnahme des Steins in der Apsis, dessen perforierte Umrandung möglicherweise angefügt wurde. Anhaltspunkt für die Datierung der Wandmalerei ist das Kleid einer dargestellten betenden Frau, das zur Zeit der Regentschaften Ludwig XII. (1498–1515) und Franz I. (1515–1547) in Mode war. Die sehr fragmentierte Szene zeigt offensichtlich einen Heiligen oder eine göttliche Person auf einem Thron mit zwei Personen, die weiter unten knien. Ältere Ausstattungsgegenstände sind ein Taufbecken aus dem 17. oder 18. Jahrhundert, ein Weihwasserbecken mit Godronierung aus dem 18. Jahrhundert, ein Altargemälde aus dem Jahr 1739 und eine Kanzel aus dem 18. oder 19. Jahrhundert. Der Rest des Mobiliars stammen frühestens aus dem Beginn des 19. Jahrhunderts.

### Schloss Briat
Das Schloss wurde in der zweiten Hälfte des 16. Jahrhunderts von der Familie Albret errichtet. Heinrich IV. hielt sich hier bei seinen Ritten durch die Gascogne auf. Das einfache Gebäude wurde im 17. Jahrhundert umgebaut und bestand nun aus einem rechteckigen Wohntrakt, der im Nordwesten von einem runden Turm, im Südwesten von einem rechteckigen Pavillon mit einer Innentreppe und einem Wehrerker zur Verteidigung des Eingangs flankiert wurde. Turm und Pavillon wurden außerdem mit Schießscharten ausgestattet. Im 18. Jahrhundert wurde das Schloss erweitert. Ein Saal im Erdgeschoss des Wohntrakts ist mit Tapeten aus dem Zweiten Kaiserreich verziert, die an die Aufenthalte von Heinrich IV. im Schloss erinnern. Die Gebäude des 18. Jahrhunderts bergen u. a. ein mit Täfelwerk bekleidetes Empfangszimmer. Das heutige Innendekor des Schlosses stammt aus dem 19. Jahrhundert. Der Park wird durch einen Springbrunnen aufgewertet, dessen Nischen mit Muscheln verziert sind. Seine kannelierte Pilaster haben Kapitelle korinthischer Ordnung. Auf der Westseite des Schlosses erstrecken sich verschiedene Nebengebäude, darunter eine Kellerei. Das Schloss selbst ist der Öffentlichkeit nicht zugänglich und seit dem 22. Juni 1990 als Monument historique eingeschrieben. Stéphane de Luze, heutiger Eigentümer des Schlosses, produziert Armagnac in fünfter Generation. Acht der fünfzig Hektar des Schlossguts sind hierfür vorgesehen. Die Kellerei kann indes besichtigt werden.

## Wirtschaft und Infrastruktur
Mauvezin-d’Armagnac liegt in den Zonen AOC des Armagnac (Armagnac-Ténarèze, Bas Armagnac und Haut Armagnac), des Blanche-Armagnacs, und des Floc de Gascogne, eines Likörweins.

### Verkehr
Mauvezin-d’Armagnac wird durchquert von der Route départementale 381.